# César-díj a legjobb operatőrnek
A legjobb operatőrnek járó César-díjat (franciául César de la meilleure photographie – César a legjobb fényképezésnek) a francia Filmművészeti és Filmtechnikai Akadémia 1976-ban hozta létre a filmek képi világának megteremtéséért felelős, a felvételeket készítő vagy irányító szakemberek művészi munkájának elismerésére. Átadása a „Césarok éjszakája” elnevezésű gálaünnepségen történik az operatőrök részére, minden év február végén, március elején.
A megmérettetésben mindazon filmek részt vehetnek, amelyeket első körben jelöltek a legjobb film kategóriában.

## Statisztika
Többszörösen díjazottak: 
- 3 alkalommal: Yves Angelo (1990, 1992, 1994), Thierry Arbogast (1996, 1998, 1996), Philippe Rousselot (1982, 1987, 1995);
- 2 alkalommal: Stéphane Fontaine (2006, 2010), Pierre Lhomme (1989, 1991), Nagata Tecuo (2002, 2008), Bruno Nuytten (1977, 1984).

Öt- vagy többszörös jelöltek:
- 8 alkalommal: Thierry Arbogast, Pierre Lhomme
- 7 alkalommal: Éric Gautier
- 6 alkalommal: Yves Angelo, Christophe Beaucarne, Bruno Nuytten, Philippe Rousselot
- 5 alkalommal: Caroline Champetier, Guillaume Schiffman

## Díjazottak és jelöltek
A díjazottak vastagítással vannak kiemelve. Az évszám a díjosztó gála évét jelzi, amikor az előző évben forgalmazásra került film elismerésben részesült.

### 1970-es évek
| Év   | Díjazottak és jelöltek |
| ---- | --- |
| 1976 | - Sven Nykvist – Fekete hold (Black moon) - Étienne Becker – A bosszú (Le vieux fusil) - Pierre Lhomme – Az orchidea húsa (La chair de l'orchidée) - Pierre Lhomme – A vadember (Le sauvage)                                                                                          |
| 1977 | - Bruno Nuytten – Barocco és Útkereső (La meilleure façon de marcher) - Étienne Becker – A játékszer (Le jouet) - Gerry Fisher – Klein úr (Monsieur Klein) - Claude Renoir – Csak egy asszony... (Docteur Françoise Gailland) - Claude Renoir – A hitetlen asszony (Une femme fidèle) |
| 1978 | - Raoul Coutard – Le Crabe-Tambour - Ricardo Aronovich – Gondviselés (Providence) - Pierre Lhomme – Dites-lui que je l'aime - Andréas Winding – Lidércnyomás (L'imprécateur) |
| 1979 | - Bernard Zitzermann – Molière - Nestor Almendros – A zöld szoba (La chambre verte) - Jean Boffety – Egyszerű eset (Une histoire simple) - Pierre Lhomme – Judith Therpauve |

### 1980-as évek
| Év   | Díjazottak és jelöltek |
| ---- | --- |
| 1980 | - Ghislain Cloquet – Egy tiszta nő (Tess) - Nestor Almendros – Perceval lovag (Perceval le Gallois) - Bruno Nuytten – Les sœurs Brontë - Jean Penzer – Hidegtál (Buffet froid)                                                          |
| 1981 | - Nestor Almendros – Az utolsó metró (Le dernier métro) - Pierre-William Glenn – Halál egyenes adásban (La mort en direct) - Sacha Vierny – Amerikai nagybácsim (Mon oncle d'Amérique) - Bernard Zitzermann – A bankárnő (La banquière) |
| 1982 | - Philippe Rousselot – Díva (Diva) - Claude Agostini – A tűz háborúja (La guerre du feu) - Bruno Nuytten – Őrizetbevétel (Garde à vue) - Jean Penzer – Malevil                                                                          |
| 1983 | - Henri Alekan – La truite - Raoul Coutard – Passiójáték (Passion) - Jean Penzer – Une chambre en ville - Edmond Richard – Les Misérables                                                                                               |
| 1984 | - Bruno Nuytten – Viszlát, Pantin! (Tchao Pantin) - Ricardo Aronovich – A bál (Le bal) - Pierre Lhomme – Végzetes kaland (Mortelle randonnée) - Philippe Rousselot – Holdfény a csatorna felett (La Lune dans le caniveau)              |
| 1985 | - Bruno de Keyzer – Vidéki vasárnap (Un dimanche à la campagne) - Pasqualino De Santis – Carmen - Bruno Nuytten – A Saganne erőd (Fort Saganne) - Sacha Vierny – Halálos szerelem (L'amour à mor)                                       |
| 1986 | - Jean Penzer – On ne meurt que deux fois - Renato Berta – Randevú (Rendez-vous) - Pasqualino De Santis – A hárem (Harem) - Carlo Varini – Metró (Subway)                                                                               |
| 1987 | - Philippe Rousselot – Thérese története (Thérese) - Jean-Yves Escoffier – Rossz vér (Mauvais sang) - Bruno Nuytten – A Paradicsom… (Jean de Florette) - Charlie Van Damme – Melodráma (Mélo)                                           |
| 1988 | - Renato Bernard – Viszontlátásra, gyerekek! (Au revoir les enfants) - Patrick Blossier – Miss Mona - Willy Kurant – A Sátán árnyékában (Sous le soleil de Satan)                                                                       |
| 1989 | - Pierre Lhomme – Camille Claudel - Philippe Rousselot – A medve (L'ours) - Carlo Varini – A nagy kékség (Le grand bleu) |

### 1990-es évek
| Év   | Díjazottak és jelöltek |
| ---- | --- |
| 1990 | - Yves Angelo – Indiai nocturne (Nocturne indien) - Bruno de Keyzer – Az élet és semmi más (La vie et rien d'autre) - Philippe Rousselot – Túl szép hozzád (Trop belle pour toi)                                            |
| 1991 | - Pierre Lhomme – Cyrano de Bergerac - Thierry Arbogast – Nikita - Eduardo Serra – A fodrásznő férje (Le mari de la coiffeuse)                                                                                              |
| 1992 | - Yves Angelo – Minden áldott reggel (Tous les matins du monde) - Gilles Henry és Emmanuel Machuel – Van Gogh - Darius Khondji – Delicatessen                                                                               |
| 1993 | - François Catonné – Indokína (Indochine) - Yves Angelo – A zongorakísérő (L'accompagnatrice) - Yves Angelo – Dermedt szív (Un cœur en hiver) - Robert Fraisse – A szerető (L'amant)                                        |
| 1994 | - Yves Angelo – Germinal - Renato Berta – Dohányzó/Nem dohányzó (Smoking/No Smoking) - Sławomir Idziak – Három szín: kék (Trois couleurs: Bleu)                                                                             |
| 1995 | - Philippe Rousselot – Margó királyné (La Reine Margot) - Thierry Arbogast – Léon, a profi (Léon) - Bernard Lutic – Chabert ezredes (Le colonel Chabert)                                                                    |
| 1996 | - Thierry Arbogast – Huszár a tetőn (Le hussard sur le toit) - Pierre Aïm – A gyűlölet (La haine) - Darius Khondji – Elveszett gyerekek városa (La cité des enfants perdus)                                                 |
| 1997 | - Claude Nuridsany és Marie Perennou – Mikrokozmosz − Füvek népe (Microcosmos : Le peuple de l'herbe) - Thierry Arbogast – Rizsporos intrikák (Ridicule) - Jean-Marie Dreujou – Les caprices d'un fleuve                    |
| 1998 | - Thierry Arbogast – Az ötödik elem (Le cinquième élément) - Benoît Delhomme – Artemisia - Jean-François Robin – A púpos (Le bossu)                                                                                         |
| 1999 | - Éric Gautier – Aki szeret engem, vonatra ül (Ceux qui maiment prendront le train) - Laurent Dailland – A Vendôme tér asszonya (Place Vendôme) - Agnès Godard – Élet, amiről az angyalok álmodnak (La vie rêvée des anges) |

### 2000-es évek
| Év   | Díjazottak és jelöltek |
| ---- | --- |
| 2000 | - Éric Guichard – Himalája - Az élet sója (Himalaya, lenfance dun chef) - Thierry Arbogast – Jeanne d’Arc – Az orléans-i szűz (Jeanne d’Arc) - Jean-Marie Dreujou – Lány a hídon (La fille sur le pont)                                                                          |
| 2001 | - Agnès Godard – Szép munka (Beau travail) - Éric Gautier – Érzelmek útvesztői (Les destinées sentimentales) - Thierry Arbogast – Bíbor folyók (Les rivières pourpres) |
| 2002 | - Nagata Tecuo – Tiszti szoba (La chambre des officiers) - Bruno Delbonnel – Amélie csodálatos élete (Le fabuleux destin d'Amélie Poulain) - Mathieu Vadepied – A számat figyeld (Sur mes lèvres)                                                                                |
| 2003 | - Pawel Edelman – A zongorista (Le pianiste) - Patrick Blossier – Ámen (Amen) - Jeanne Lapoirie – 8 nő (8 femmes) |
| 2004 | - Thierry Arbogast – Bon voyage - Pierre Aïm – Monsieur N. - Agnès Godard – Kallódók (Les égarés) |
| 2005 | - Bruno Delbonnel – Hosszú jegyesség (Un long dimanche de fiançailles) - Jean-Marie Dreujou – Két testvér (Deux frères) - Éric Gautier – Tiszta (Clean) |
| 2006 | - Stéphane Fontaine – Halálos szívdobbanás (De battre mon cœur s’est arrêté) - Éric Gautier – Gabrielle - William Lubtchansky – Szabályos szeretők (Les amants réguliers) |
| 2007 | - Julien Hirsch – Lady Chatterley - Patrick Blossier– A dicsőség arcai (Indigènes) - Éric Gautier – Szívek (Cœurs) - Christophe Offenstein – Senkinek egy szót se! (Ne le dis à personne) - Guillaume Schiffman – OSS 117: Képtelen kémregény (OSS 117 – Le Caire nid d'espions) |
| 2008 | - Nagata Tecuo – Piaf (La Môme) - Yves Angelo – Második nekifutás (Le deuxième souffle) - Gérard de Battista – Un secret - Giovanni Fiore Coltellacci – Közeli ellenségek (L'ennemi intime) - Janusz Kamiński – Szkafander és pillangó (Le scaphandre et le papillon)            |
| 2009 | - Laurent Brunet – Séraphine - Robert Gantz – Halálos közellenség – Public Enemy (Mesrine: L'instinct de mort) - Eric Gautier – Karácsonyi történet (Un conte de Noël) - Agnès Godard – Otthon az úton (Home) - Tom Stern – Külvárosi mulató (Faubourg 36)                       |

### 2010-es évek
| Év   | Díjazottak és jelöltek |
| ---- | --- |
| 2010 | - Stéphane Fontaine – A próféta (Un prophète) - Christophe Beaucarne – Coco Chanel (Coco avant Chanel) - Laurent Dailland – Isten hozott! (Welcome) - Éric Gautier – Les herbes folles - Glynn Speeckaert – A l'origine                                                                                        |
| 2011 | - Caroline Champetier – Emberek és istenek (Des hommes et des dieux) - Christophe Beaucarne – Turné (Tournée) - Pawel Edelman – Szellemíró (The Ghost Writer) - Bruno Keyzer – Montpensier hercegnője (La princesse de Montpensier) - Guillaume Schiffman – Gainsbourg (hősi élet) (Gainsbourg (Vie héroïque)) |
| 2012 | - Guillaume Schiffman – The Artist – A némafilmes (The Artist) - Pierre Aïm – Polisse - Josée Deshaies – Bordélyház (L'Apollonide (Souvenirs de la maison close)) - Julien Hirsch – Államérdekből (L'exercice de l'État) - Mathieu Vadepied – Életrevalók (Intouchables)                                       |
| 2013 | - Romain Winding – Búcsú a királynémtól (Les adieux à la reine) - Caroline Champetier – Holy Motors - Stéphan Fontaine – Rozsda és csont (De rouille et d'os) - Darius Khondji – Szerelem (Amour) - Guillaume Schiffman – Populaire kisasszony (Populaire)                                                     |
| 2014 | - Thomas Hardmeier – L'extravagant voyage du jeune et prodigieux T. S. Spivet - Sofian El Fani – Adèle élete – 1–2. fejezet (La vie d'Adèle) - Jeanne Lapoirie – Michael Kohlhaas - Claire Mathon – Idegen a tónál (L'inconnu du lac) - Mark Lee Ping-Bin – Renoir                                             |
| 2015 | - Sofian El Fani – Timbuktu - Christophe Beaucarne – A szépség és a szörnyeteg (La belle et la bête) - Josée Deshaies – Saint Laurent - Yorick Le Saux – Sils Maria felhői (Clouds of Sils Maria) - Thomas Hardmeier – Yves Saint Laurent                                                                      |
| 2016 | - Christophe Offenstein – Valley of Love - Eponine Momenceau – Dheepan – Egy menekült története (Dheepan) - Glynn Speeckaert – Marguerite – A tökéletlen hang (Marguerite) - David Chizallet – Mustang - Irina Lubtchansky – Fiatal éveim (Trois souvenirs de ma jeunesse)                                     |
| 2017 | - Pascal Marti – Frantz - Stéphane Fontaine – Áldozat? (Elle) - Caroline Champetier – Ártatlanok (Les innocentes) - Guillaume Deffontaines – A sors kegyeltjei... meg a többiek (Ma loute) - Christophe Beaucarne – Mal de pierres                                                                             |
| 2018 | - Vincent Mathias – Viszontlátásra odafönt (Au revoir là-haut) - Christophe Beaucarne – Barbara - Caroline Champetier – Les gardiennes - Jeanne Lapoirie – 120 dobbanás percenként (120 battements par minute) - Guillaume Schiffman – Le Redoutable                                                           |
| 2019 | - Benoît Debie – Testvérlövészek (Les Frères Sisters) - Laurent Desmet – Mademoiselle de Joncquières - Nathalie Durand – Láthatás (Jusqu'à la garde) - Alexis Kavyrchine – La douleur - Laurent Tangy – Szabadúszók (Le grand bain)                                                                            |

### 2020-as évek
| Év   | Díjazottak és jelöltek |
| ---- | --- |
| 2020 | - Claire Mathon – Portré a lángoló fiatal lányról (Portrait de la jeune fille en feu) - Nicolas Bolduc – Boldog idők (La Belle Époque) - Pawel Edelman – Tiszt és kém – A Dreyfus-ügy (J’accuse) - Julien Poupard – Nyomorultak (Les Misérables) - Irina Lubtchansky – Kisváros, éjjel (Roubaix, une lumière)                                                                                               |
| 2021 | - Alexis Kavyrchine – Elég a hülyékből (Adieu les cons) - Antoine Parouty, Paul Guilhaume – Ha már fel kell nőni (Adolescentes) - Simon Beaufils – Jó a szamár is (Antoinette dans les Cévennes) - Laurent Desmet – Szerelmeink (Les Choses qu'on dit, les choses qu'on fait) - Hichame Alaouié – ’85 nyara (Été 85)                                                                                        |
| 2022 | - Christophe Beaucarne – Elveszett illúziók (Illusions perdues) - Caroline Champetier – Annette - Paul Guilhaume – Ahol a nap felkel Párizsban (Les Olympiades) - Tom Harari – Onoda, 10 000 nuits dans la jungle - Ruben Impens – Titán (Titane) |
| 2023 | - Artur Tort – Pacifiction : Tourment sur les Îles - Julien Poupard – Les Amandiers - Alexis Kavyrchine – Tánc az élet (En corps) - Patrick Ghiringhelli – Akkor éjjel (La nuit du 12) - Claire Mathon – Saint Omer |
| 2024 | - David Cailley – Állati királyság (Le Règne animal) - Nicolas Bolduc – A három testőr: D’Artagnan (Les Trois Mousquetaires : D'Artagnan) és A három testőr: Milady (Les Trois Mousquetaires : Milady) - Simon Beaufils – Egy zuhanás anatómiája (Anatomie d'une chute) - Patrick Ghiringhelli – A Goldman ügy (Le Procès Goldman) - Jonathan Ricquebourg – A szenvedély íze (La Passion de Dodin Bouffant) |
| 2025 | - Paul Guilhaume – Emilia Pérez - Nicolas Bolduc – Monte Cristo grófja (Le compte de Monte Cristo) - Tristan Galand – L’Histoire de Souleymane - Claire Mathon – Misericordia (Miséricorde) - Laurent Tangy – Dübörgő szívek (L'Amour ouf) |